# دریاچه ایکدا
دریاچه ایکدا (به ژاپنی: 池田湖湖, Ikeda-ko)، یک دریاچه دهانه آتشفشان واقع در ۴۰ کیلومتری (۲۵ مایل) جنوب شهر کاگوشیما; جزیره کیوشو، ژاپن است. شاید بیشتر برای گردشگران به عنوان محل مشاهده هیولایی به نام ایسه و به عنوان بزرگ‌ترین دریاچه در جزیره کیوشو با مساحت ۱۱ کیلومتر مربع (۴٫۲ مایل مربع) و طول خط ساحلی ۱۵ کیلومتر شناخته شده است. (۹٫۳ مایل).